# Босири (народність)
Басирі (перс. باصری) — етнічна спільнота на півдні Ірану, в остані Фарс. Мовою басирі є перська.
BĀṢERĪ, об'єднання персів, що належить до конфедерації Хамсе («П'ять»- арабською). Хамсе – це конфедерація, що складається з арабського племені Шейбані, і турецьких племен Айналу, Бахарлу (qq.v.) і Нафар, та лише одного перського - Басері, була сформована в 1278 / 1861-62.  Традиційне місце розташування та місцевість найкраще зрозуміти за допомогою племінної концепції Іль-Ра, племінної дороги та розкладу. 
Басері в основному перси. Їх походження - плем'я Пасаргади. Воно було найбільшим племенем Персії і племені, які допомогли Киру Великому у  складі Ахеменідів. У період Сасанидской імперії вони називали плем'я «Каріан». Вони були правителями деяких частин південній Персії та міста Карья в Персії, тому що вони допомогли Ардаширу I створити Сасанидску імперію.  
Населення в 1958р. Становило 3000 наметів або 16 тис. осіб. Басері розмовляють стандартною перською мовою. Групи, що відносяться до цього основного корпусу Басері, знаходяться під керівництвом ханів, основною резиденцією яких є Шираз.
Хани Басері походять з родини корінного роду Коломбаджі-Тіре . Дохід Хан отримує від приватних земель, приватних стад і права оподатковувати стада племен (від одного до трьох на сотню тварин). Саме завдяки вождівству плем’я діє як політичний орган. Хан представляє плем'я і вирішує внутрішні суперечки. Спадкоємство передається старшому сину.
Основною одиницею в суспільстві Басері є намет ( ḵuna ), який займає ядерна або розширена сім'я. Кілька наметів утворюють поголів’я, яке є життєздатним з точки зору робочої сили та збирає значне, але кероване стадо (200–500 тварин). За винятком розгону взимку, табори складаються з десяти-сорока наметів, організованих у кількох скотарських загонах. Соплеменники розташовані в тринадцяти патрикланах ( tīra ), часто підрозділених на сегменти (awlād), кожен із старостою (kadḵodā), який, у свою чергу, звітує хану.
Зимові пасовища (Гярмсір) були між Яхром і Лар; після Новруза пасовища переносились до  рівнині Манурабад біля міста Лар, яка служила зимовою резиденцією . Навесні вони мігрували повз Джахром, Шафр, Сарвестан, Марвдашт до району навколо Даш-е-Морхаб (древні Пасаргади,), звідки в червні розійшлись по літніх кварталах ( Сардад) навколо Кух-е Бола поблизу Абади. Осіння міграція поверталася тим же маршрутом протягом вересня-листопада, використовуючи стерню на зібраних землях. Відстань, яку проходили щороку, становила близько 1000 км, з ударами та перестановкою наметів близько 120 днів на рік.
Кочівники тримають овець, змішаних з 10-20 відсотками кіз, і використовують осликів для транспорту. Їхня економіка базується на продажу скотарів, тобто вовни, освітленого вершкового масла та ягняток. Вживають пахту, сушену сирну масу та м’ясо; купуються інші скоби, такі як борошно, рис, цукор та чай, а також більшість предметів побутового обладнання та тканини, крім наметів. Тварини є індивідуальною власністю, тоді як пасовищні права утримуються колективно з тимчасовим плодокористуванням, виділеним на ширину . Хани Басері володіють сільськогосподарськими угіддями як приватною власністю, які вони віддають за договорами спільного землеробства орендарям.
Екологічні, економічні, демографічні та політичні відносини південно-перських племен є надзвичайно динамічними, особливо коли вони, знаходяться у тісному контакті з іншими племенами, проходячи через густо оселені землі. Кочові домогосподарства та табори не змінюють свою племінну відданість. Таким чином, Басері пройшли асиміляцію, тоді як інші, колись більші племена, зникли. Популяції кочівників та тварин у цілому у регіоні також зазнають коливань. Домогосподарства проводять політику управління стадом, яка, як правило, сприяє зростанню зграї, а хороша гігієна та харчування сприяють зростанню популяції людей. Збалансованість поголів'я тварин та пропускної спроможності пасовищ, схоже, залежить від циклів хвороб та природної катастрофи, а не від людської діяльності. Але такі втрати та нерівні вигоди, разом із коливаннями цін та умов торгівлі скотарськими продуктами, призводить до збіднення деяких домогосподарств. Ці люди змушені шукати роботу в містах і селах. Найбагатші, які схильні інвестувати частину свого надлишку в землю, також, як правило, осідають як власники земель. Як результат, Басері підтримують відносну економічну однорідність.

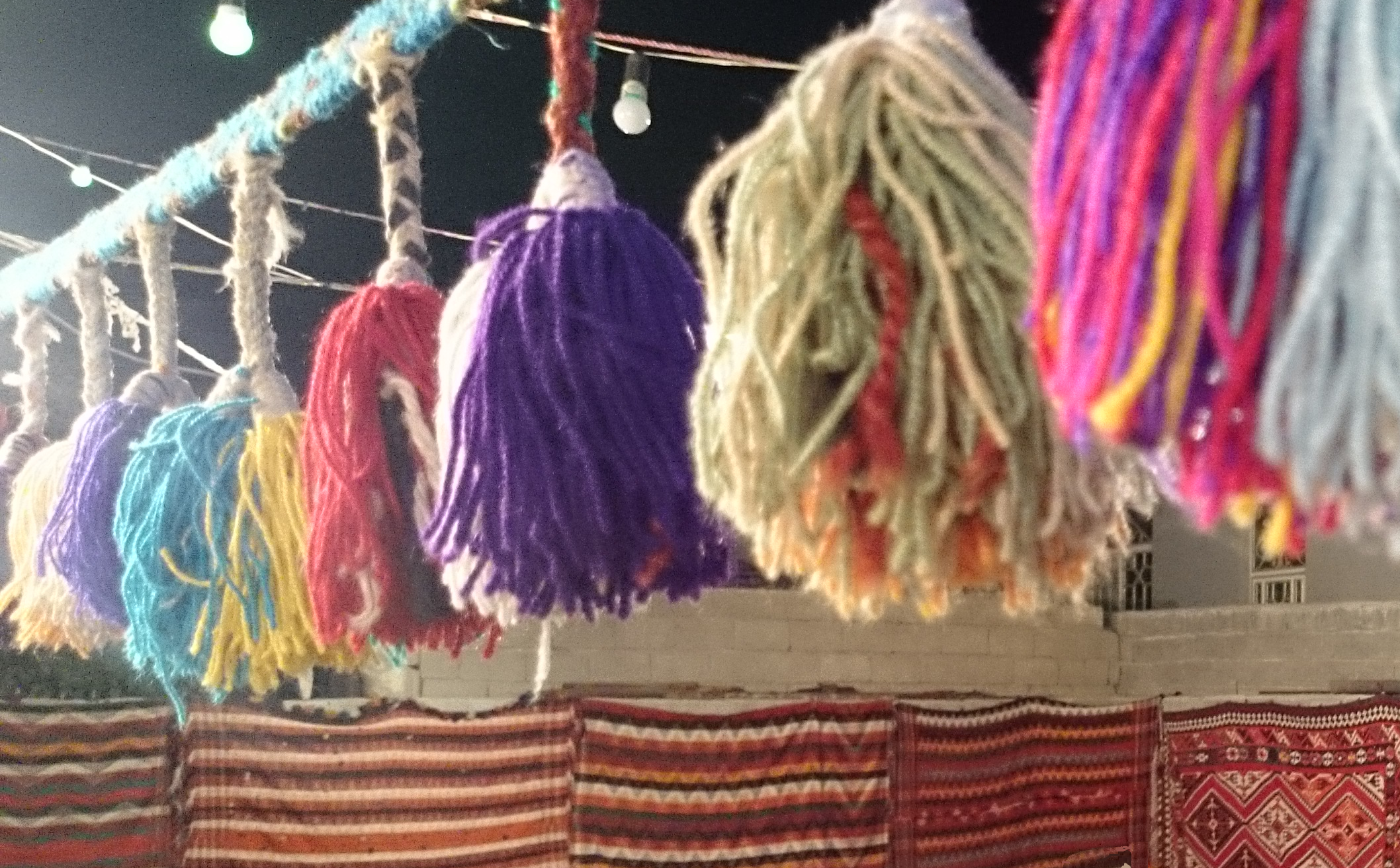
Боcирӣ ремесел